# Frédéric Albert Constantin Weber
Frédéric Albert Constantin Weber (Estrasburgo, 1830 – 1903) foi um médico e botânico francês.
Weber obteve seu título de doutor em Medicina na Faculdade de Estrasburgo em dezembro de 1852, com a tese intitulada De l'hémorrhagie des méninges cérébrales.
Participou, como médico-militar, da expedição francesa ao México, o que lhe permitiu descrever numerosas espécies de cactáceas e agaves. Foi diretor do serviço de socorro do 7.º Corps d'Armée, em 1885.
Em Botânica seu nome abreviado oficial é F.A.C.Weber. Dois cactus levam seu nome: Pachycereus weberi e Pereskia weberiana benannt.